# Hobšovice
Hobšovice è un comune della Repubblica Ceca facente parte del distretto di Kladno, in Boemia Centrale.